# Piemonte Funivie
Piemonte Funivie war ein italienisches Unternehmen im Seilbahnbau.

## Geschichte
Die Firma war in Turin tätig und realisierte in der Zeit nach dem Zweiten Weltkrieg bis Ende der 1960er Jahre zahlreiche Einseilkabinen- und Pendelbahnen im Piemont, im Aostatal sowie in andern italienischen Regionen und im Ausland.
Piemonte Funivie ging aus der Tätigkeit des italienischen Ingenieurs und Pioniers der Seilbahntechnik Ugo Carlevaro (1897–1989) hervor, der vor dem Zweiten Weltkrieg bei dem Turiner Stahl- und Maschinenbauunternehmen Società Nazionale Officine di Savigliano, kurz  Savigliano, gearbeitet hatte und Professor für Mechanik und Maschinenkunde an der Technischen Hochschule von Biella war. In der Stadt Biella, die am Südfuß der Alpen liegt, hatte Ugo Carlevaro mit den Transportaufgaben im Gebirge zu tun, die zumeist mit Standseilbahnen gelöst worden waren.
Mit dem Aufkommen des Skitourismus im Piemont in der Zwischenkriegszeit hatte die von Carlevaro und Felice Savio († 1962) im Jahr 1934 gegründete Firma Carlevaro & Savio Erfolg, bedingt durch ihr neues Verkehrsmittel, der Schlittenlifte, die sie in den 1930er Jahren in Skigebieten Norditaliens einführten. Die erste solche Anlage war die «slittovia di Europa» in Biella.
Ugo Carlevaro nahm mehrere Mandate als Geschäftsführer von Seilbahngesellschaften an, so auch bei der Unternehmung Società Cervino in Breuil-Cervinia, wo er wie bei andern Projekten mit dem Ingenieur Dino Lora Totino zusammenarbeitete.
Als nach dem Zweiten Weltkrieg ein kuppelbarer Sessellift durch die Gießerei Von Roll in Bern entwickelt worden war, stellte Professor Ugo Carlevaro eine eigene Variante der Kuppelklemme für Einseilbahnen vor, für die er in Italien am 14. Juli 1947 ein Patent erhielt. Die Carlevaro-Kupplung wurde seither von zahlreichen Konstrukteuren mit einer Lizenz von Carlevaro verwendet, so zum Beispiel von Agudio bei der Monte-Tamaro-Bahn im Tessin und von Câbles et Monorails Ets Mancini 1951 in Grenoble bei der ersten solchen Bahn in Frankreich im Tourismusort Villard-de-Lans.
Carlevaro & Savio führten anstatt der offenen Sesselbahnen die Seilbahnen mit eiförmigen Zweipersonenkabinen ein, die seit den 1950er Jahren zum modernen Bild der touristischen Infrastruktur in Bergsportgebieten der Alpen und der USA gehörten. Die Belvédère-Seilbahn von 1949 in Alagna Valsesia war die erste von der Firma gebaute Kabinenbahn.
Ugo Carlevaro gründete 1955 mit mehreren Partnern die neue Firma Piemonte Funivie, um bei dem Boom der Bergbahnen in der Nachkriegszeit im Lizenzbau die auf ihn eingetragenen Patente wirtschaftlich zu verwenden. Während mehr als 20 Jahren errichtete das Unternehmen zahlreiche Bergbahnen in Italien. Daneben war auch die ältere Firma Carlevaro & Savio weiterhin aktiv und plante oder errichtete in andern Ländern Europas und der USA neue Bergbahnen. Als Ingenieursunternehmen arbeitete Carlevaro & Savio mit Piemonte Funivie zusammen.
Carlevaro war Mitglied der 1959 in Mailand gegründeten Internationalen Organisation für das Seilbahnwesen OITAF.
Der Ingenieur beendete seine Tätigkeit im Seilbahnbau im Jahr 1969. Seine Patente gingen zum großen Teil an die Gebrüder Giovanni und Felice Marchisio und deren Firma Marchisio in Turin, ein 1951 gegründetes italienisches Unternehmen der Seilbahntechnik, das heute zur Firmengruppe CCM Finotello gehört. Ein Teil des Firmenarchivs von Piemonte Funivie ging an das Unternehmen Agudio.
Die deutsche Firma Heckel konstruierte ebenfalls Seilbahnen mit einer Lizenz von Carlevaro, unter anderem 1957 die 5 km lange Rinderbergbahn und die Eggweidbahn in Zweisimmen im Kanton Bern. Die von Heckel 1960 gebaute Seilbahn nach Bauart Carlevaro im Deutsch-französischen Garten in Saarbrücken besteht noch heute.

## VonPiemonte Funivie/Carlevaro & Savioausgeführte Seilbahnen (Auswahl)
- Bormio, Einersesselbahn, 1946.
- Bardonecchia, Sessellift Monte Colomion, 1946
- Alagna Valsesia, Belvédère-Seilbahn, 1949.
- Courmayeur, Plan Checruit-Col Checruit, 1956
- Lavis im Trentino, Seilbahn «Direttissima della Paganella», 1957 (seit 1979 außer Betrieb).[5]
- Macugnaga, Seilbahn Macugnaga–Alpe Bill, 1956
- Seilbahn für die Ausstellung «Italia ’61» im Parco Europa in Turin, 1961.[6]
- Breuil-Cervinia im Monte Rosa-Massiv, Luftseilbahn Plan Maison–Laghi bianchi, 1961 (seit 1999 außer Betrieb).[7]
- Oropa, Seilbahn Oropa-Lago del Mucrone, 1963[8]
- Portes du Soleil, Val d’Iliez (Kanton Wallis), Téléphérique Champéry-Planachaux, 1963[9]
- Ayas (Aostatal), Champoluc, 1965
- Aosta, Pilabahn (Aosta–Les Fleures–Pila), 1957
- Stresa, Piemont, Seilbahn Stresa-Alpino-Mottarone, 1970